# متوکل اول
المتوکل اول عباسی (عربی: المتوکل علی‌الله الأول) یک خلیفه عباسی از قاهره در مصر بود که با کمک سلاطین مملوک بین سنوات ۱۳۶۲ و ۱۳۸۳ و برای بار دوم میان سال‌های ۱۳۸۹ و ۱۴۰۶ خلافت داشت.